# El rival más débil

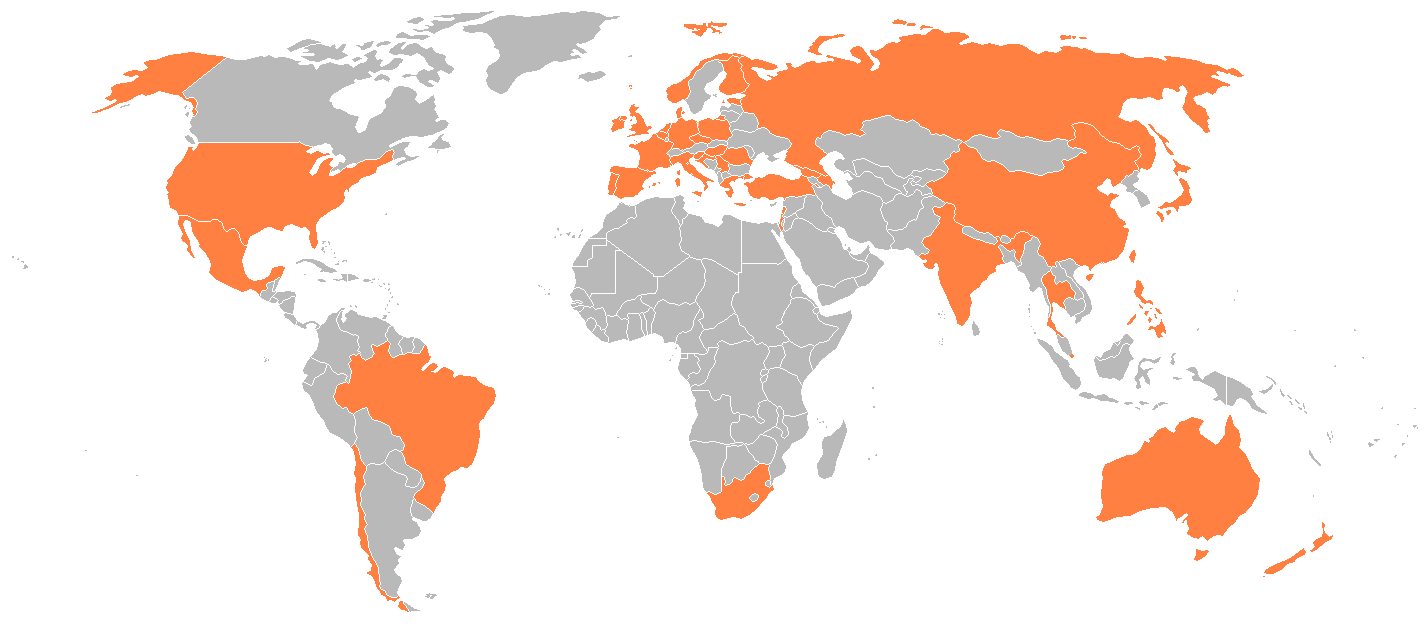
Países que han comprado el formato.

The Weakest Link (El rival más débil en español) es un programa de televisión de origen británico, cuyo formato ha sido vendido a diversos países del mundo. La presentadora es Anne Robinson. Su primera emisión fue en la cadena BBC Two el 14 de agosto de 2000 y su última emisión fue el 31 de marzo de 2012 debido al fin del contrato de su conductora Anne Robinson. En 2017 se realizó una edición especial de celebridades con Robinson de vuelta, marcando así el regreso del programa tras estar 5 años fuera del aire.
No todas las versiones tienen el mismo nombre. El formato es distribuido por BBC Worldwide, el brazo comercial de la BBC. Australia fue el primer país en hacer su adaptación del show de la BBC. Otros países que han producido El rival más débil son: Alemania, Azerbaiyán, Bélgica,  Chile, China, Chipre, Croacia, Dinamarca, Eslovenia, España, Estados Unidos, Estonia, Filipinas, Finlandia, Francia, Georgia, Grecia, Hong Kong, Hungría, India, Irlanda, Israel, Italia, Japón, Mundo Árabe, Macedonia del Norte, México, Noruega, Nueva Zelanda, Países Bajos,  Polonia, Portugal, República Checa, Rumania, Rusia, Serbia, Singapur, Sudáfrica, Suecia, Tailandia, Taiwán y Turquía.
Dentro de los países de habla hispana ha sido producido en España, México y Chile bajo el nombre El rival más débil. 
El programa consiste en que los concursantes responden varias series de preguntas de una presentadora, que por lo general tiene un trato muy frío, una actitud sarcástica y poco amable, criticando y riéndose de los fallos de los concursantes, dejándolos en evidencia. 
La franquicia “The Weakest Link” es la segunda franquicia internacional más popular, después de la franquicia Who wants to be a millionaire?, la cual también es original del Reino Unido.

## Procedimiento
Al inicio comienzan ocho o nueve participantes teniendo siete/ocho rondas en las que está repartida la máxima cantidad del dinero, en cada una deberán responder correctamente el mayor número de preguntas posibles dentro del tiempo límite para lograr el objetivo de reunir la cantidad establecida. Al final de cada ronda es eliminado un concursante por votación de los demás cuando a su criterio haya sido el peor y de más bajo rendimiento al contestar las preguntas, quedando fuera sin importar que no lo haya sido estadísticamente (en caso de haber un empate en la votación el mejor participante de la ronda decide quién de los concursantes que empataron en votos queda eliminado), los dos últimos participantes califican a la final en la que a cada uno se le hacen cinco preguntas de forma alternada y de haber un empate se pasa a muerte súbita hasta que se produzca el desempate (sistema similar a los tiros desde el punto penal en el fútbol). El ganador se lleva el dinero acumulado a lo largo de todo el programa.

## Versiones en español

### España
Se estrenó en España el 15 de mayo de 2002 en La 1 de Televisión española, y se mantuvo en pantalla a lo largo de dos temporadas, hasta el 1 de octubre de 2004, siempre en horario vespertino. La presentadora de la primera temporada del concurso fue Nuria González, pero abandonó el espacio para incorporarse al reparto de la serie Los Serrano. En segunda etapa fue sustituida por la actriz Karmele Aranburu y al final se pasó a La 2 en horario de sobremesa. El premio máximo al que podía optar el ganador del programa fue de 7200 €, con un máximo de 800 € cada ronda, salvo en la última donde se duplicaba la cantidad. 
La secuencia de premios es: €10, €30, €60, €120, €200, €325, €450, €600, €800. 
Ningún concursante pudo llevarse los 7200 € del programa.
En 2024, Mediaset se hizo con los derechos del programa para llevar a cabo una nueva temporada en Telecinco con Luján Argüelles al frente con 6 nuevos programas en los que participarán famosos por un premio máximo de 50.000 € para asociaciones benéficas, muy al estilo de la actual versión británica.  Esta nueva versión comenzará el 4 de septiembre de 2024.

#### Temporada 2024

##### Programa 1: Cantantes (04/09/2024)
| Nombre          | Procedencia      | Edad    | Información       |
| --------------- | ---------------- | ------- | ----------------- |
| Rafa Sánchez    | Madrid           | 62 años | Ganador (7.700 €) |
| María Peláe     | Málaga           | 34 años | Duelista          |
| Alaska          | Ciudad de México | 61 años | 6.ª expulsada     |
| Dioni           | Madrid           | 53 años | 5.º expulsado     |
| Natalia         | Cádiz            | 41 años | 4.ª expulsada     |
| Jorge González  | Madrid           | 35 años | 3.er expulsado    |
| Leticia Sabater | Barcelona        | 58 años | 2.ª expulsada     |
| Ainhoa Arteta   | Guipúzcoa        | 59 años | 1.era expulsada   |

##### Programa 2: Políticos  (11/09/2024)
| Nombre             | Procedencia | Edad    | Información       |
| ------------------ | ----------- | ------- | ----------------- |
| Susana Díaz        | Sevilla     | 49 años | Ganadora (7.700€) |
| Víctor Gutiérrez   | Madrid      | 33 años | Duelista          |
| Juan Lobato        | Madrid      | 39 años | 6.° expulsado     |
| Toni Cantó         | Valencia    | 59 años | 5.° expulsado     |
| Ramón Espinar      | Madrid      | 38 años | 4.° expulsado     |
| Cristina Cifuentes | Madrid      | 60 años | 3.era expulsada   |
| Andrea Levy Soler  | Barcelona   | 40 años | 2.ª expulsada     |
| Pilar Rahola       | Barcelona   | 65 años | 1.era expulsada   |

##### Programa 3: Humoristas (18/09/2024)
| Nombre           | Procedencia | Edad    | Información       |
| ---------------- | ----------- | ------- | ----------------- |
| Goyo Jiménez     | Melilla     | 54 años | Ganador (11.300€) |
| Iggy Rubín       | Madrid      | 39 años | Duelista          |
| Martita de Graná | Granada     | 34 años | 6.ª expulsada     |
| Leo Harlem       | León        | 61 años | 5.° expulsado     |
| Anabel Alonso    | Vizcaya     | 59 años | 4.ª expulsada     |
| Paula Púa        | Valencia    | 31 años | 3.era expulsada   |
| Juan Dávila      | Madrid      | 45 años | 2.° expulsado     |
| Esty Quesada     | Vizcaya     | 30 años | 1.era expulsada   |

##### Programa 4: Periodistas (14/08/2025)
| Nombre                  | Procedencia | Edad    | Información       |
| ----------------------- | ----------- | ------- | ----------------- |
| Irene Junquera          | Madrid      | 38 años | Ganadora (5.500€) |
| Flora González          | Jaén        | 39 años | Duelista          |
| César Muñoz             | Badajoz     | 34 años | 6.° expulsado     |
| Juan Ramón Lucas        | Madrid      | 65 años | 5.° expulsado     |
| Nacho Medina            | Madrid      | 50 años | 4.° expulsado     |
| Jesús Álvarez Cervantes | Madrid      | 66 años | 3.er expulsado    |
| Samanta Villar          | Barcelona   | 49 años | 2.ª expulsada     |
| Mayka Navarro           | Barcelona   | 56 años | 1.era expulsada   |

##### Programa 5: Actores
| Nombre               | Procedencia | Edad    | Información |
| -------------------- | ----------- | ------- | ----------- |
| Alejandro Albarracín | Cádiz       | 41 años |             |
| Elena Furiase        | Madrid      | 36 años |             |
| Jorge Sanz           | Madrid      | 55 años |             |
| María Adánez         | Madrid      | 48 años |             |
| Miriam Díaz Aroca    | Madrid      | 62 años |             |
| Nicolás Coronado     | Madrid      | 36 años |             |
| Salva Reina          | Málaga      | 46 años |             |
| Silvia Abascal       | Madrid      | 45 años |             |

##### Programa 6: Deportistas
| Nombre            | Procedencia | Edad | Información |
| ----------------- | ----------- | ---- | ----------- |
| Chema Martínez    | Madrid      | 53   |             |
| Fonsi Nieto       | Madrid      | 46   |             |
| Gemma Mengual     | Barcelona   | 46   |             |
| José Manuel Pinto | Cádiz       | 49   |             |
| Ruth Beitia       | Santander   | 46   |             |
| Joana Pastrana    | Madrid      | 34   |             |
| Lydia Valentín    | Ponferrada  | 40   |             |

### Temporada 1 (2024-2025)
| Episodios emitidos | Episodios emitidos | Episodios emitidos | Episodios emitidos | Episodios emitidos |
| N.º                | Episodio           | Fecha de emisión   | Audiencia          | Audiencia          |
| N.º                | Episodio           | Fecha de emisión   | Espectadores       | Cuota              |
| ------------------ | ------------------ | ------------------ | ------------------ | ------------------ |
| 1                  | Cantantes          | 04/09/2024         | 559 000            | 6,5%               |
| 2                  | Políticos          | 11/09/2024         | 646 000            | 6,9%               |
| 3                  | Humoristas         | 18/09/2024         | 666 000            | 7,7%               |
| 4                  | Periodistas        | 14/08/2025         | 456 000            | 7,7%               |
| 5                  | Actores            | 21/08/2025         |                    |                    |
| 6                  | Deportistas        | 28/08/2025         |                    |                    |

### México
En México, el programa fue estrenado en agosto de 2002 en Azteca Trece. Fue transmitido en el horario del sábado a las 22 horas, hasta que en 2007 fue cambiado al domingo a las 21 horas. Después de un descanso de un año, la emisión regresó en enero de 2008, aunque por una corta temporada en el canal Azteca 7 los lunes, miércoles y viernes a las 21 horas, hasta el mes de agosto de 2008. En septiembre de 2009, el programa regresa, ahora siendo transmitido los domingos a las 19:00 h. Sin embargo, fue retirado de la programación un mes después. Fue conducido por la actriz Montserrat Ontiveros; donde el premio máximo era de $200.000 (doscientos mil pesos). El primer ganador del programa, realizado el 2 de agosto de 2002 fue el Dr. Marco Iván Ramírez-Sosa Morán de Durango, Durango, recibiendo una suma de $59,500.00.
En 2013 se transmitió una nueva temporada conducida por Lolita Cortés los sábados a las 21:00 horas por Azteca Trece manteniendo la dinámica de las temporadas anteriores, sin embargo a diferencia de la emisión conducida por Ontiveros no tuvo ningún éxito similar y sólo estuvo al aire por un año. Este programa logró una excepción de la cuarta emisión de llegar la cantidad requerida de $52,000.

### Chile
En Chile fue estrenado en 2004, emitido por Canal 13 los miércoles a las 22:00. Tuvo sólo una corta temporada de 13 capítulos (6 meses de duración), después de la cual se decidió dar un descanso al programa para continuarlo después, sin embargo nunca regresó. La presentadora del concurso era Catalina Pulido, y el premio máximo entregado era de CLP$40.000.000 (cuarenta millones de pesos).
Se dice también que la emisora se hizo acreedora de una amonestación por no cuidar la dignidad de los participantes, lo que provocó la descontinuación de dicho programa. 